# Грачевник
Грачёвник — деревня Краснослободского района Республики Мордовия в составе Старогоряшинского сельского поселения. 

## География
Находится на реке Мокша у северо-восточной окраины районного центра города Краснослободск.

## История
Известна с 1894 года, когда она была учтена как деревня Краснослободского уезда из 35 дворов.

## Население
Постоянное население составляло 113 человек (русские 92%) в 2002 году, 110 в 2010 году .